# Procinètic
Un [agent] procinètic (també gastroprocinètic, gastrocinètic) és un tipus de fàrmac que millora la motilitat gastrointestinal augmentant la freqüència o la força de les contraccions, però sense alterar-ne el ritme. S'utilitzen per tractar certs símptomes gastrointestinals, com ara molèsties abdominals, inflor, restrenyiment, cremor d'estómac, nàusees i vòmits; i certs trastorns gastrointestinals, com ara la síndrome de l'intestí irritable, la gastritis, gastroparèsia i la dispèpsia funcional.
La majoria dels procinètics s'agrupen sota el Sistema de Classificació Química Anatomicoterapèutica (un sistema de classificació de fàrmacs de l'Organització Mundial de la Salut), com a codi ATC A03F.

## Exemples
Dels comercialitzats a Espanya:
- Cinitaprida: EFG, Cidine
- Cleboprida: Cleboril, Flatoril (amb simeticona)
- Domperidona: EFG, Motilium
- Levosulpirida: EFG, Levogastrol, Pausedal
- Linaclotida: Constella
- Metoclopramida: EFG, Primperan